# Redoute (Festung)

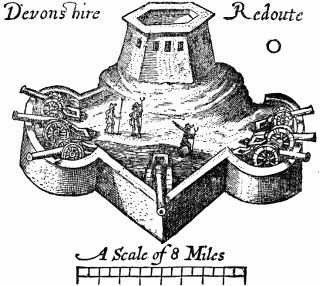
Illustration der Redoute mit Reduit in Devonshire, Bermuda, 1614

Als Redoute (aus dem französischen, gesprochen rödūt’, italienisch ridotto, vom mittelalterlichen reductus, ein Ort der Zurückgezogenheit) wird im Festungsbau eine geschlossene Feldschanze bezeichnet, die nach allen Seiten von gleich starken Brustwehren umgeben ist und ausschließlich vorspringende Winkel aufweist.

## Beschreibung und Geschichte
Die einfachste Redoute hatte einen viereckigen Grundriss und ergab bei einem Schräganschlag von 30° einen unbestrichenen Raum von 30° vor dem ausspringenden Winkel. Günstiger und kaum schwieriger zu errichten waren die späteren fünf- und sechsseitigen Redouten, die bei einem Polygonwinkel von 108° und 120° bei Schräganschlag einen unbestrichenen Raum von 12° und 0° ergaben. Die napoleonische Redoute hatte die Form eines Trapezes.
Die Besatzung einer Redoute bestand aus 100 bis 300 Soldaten und mindestens zwei Feldgeschützen. Ein Fünftel bis ein Drittel der Besatzung galt als Reserve; an der Feuerlinie hatte jeder Verteidiger eine Breite von drei Fuß zu bestreichen. Die Schützen wurden zu einem oder zwei Gliedern aufgestellt. An Lagerraum hatte jeder Mann viereinhalb Quadratschritt zur Verfügung; für jedes Geschütz wurden 50 Quadratschritt berechnet. Die Geschütze befanden sich gewöhnlich in den Ecken oder für sie waren bei starken Redouten gesonderte Schießscharten in der Mauer vorgesehen.
In größeren Redouten wurde ein Reduit (namentlich ein Blockhaus) zum Schutz gegen Wurffeuer errichtet. Das Reduit diente auch als Rückzugsort, um den Gegner nach einem gelungenen Sturm wieder aus der Redoute vertreiben zu können.
Redouten galten bereits im 19. Jahrhundert als überholt. Sie waren für die feindliche Artillerie weithin sichtbar, weshalb für die Besatzung eigene feste Unterstände errichtet werden mussten. Brisanzgranaten mit ihrer hohen Sprengkraft machten Redouten erst recht obsolet.
Die Halbredoute war ein in der Kehle offenes oder halbgeschlossenes Werk, dessen Grundriss eine Frontlinie und zwei Flanken zeigt. Die Halbredoute wurde früher bei Feldbefestigungen, aber auch im Festungsbau eingesetzt, insbesondere als Teil einer größeren Festungsanlage (in „zurückspringender Lage“).
Beispiele für erhaltene Redouten früherer Festungsanlagen finden sich in Kolberg, das im 19. Jahrhundert zum Deutschen Reich gehörte. Die Salzredoute wurde erst 1832 bis 1836 gebaut. Ihren Namen erhielt sie, weil die dort untergebrachten Verteidiger Zugang zur Kolberger Salzquelle hatten.